# Pariške katakombe
Pariške katakombe (fra. Catacombes de Paris), termin kojim se netočno označava Gradska kosturnica, nekadašnji su podzemni kamenolomi s kraja 18. stoljeća koji se nalaze u 14. arondismanu u Parizu, povezani međusobno podzemnim hodnicima za inspekciju. Dugački oko 1,7 kilometara, smješteni na 20 metara ispod površine, službeno su otvoreni za posjetitelje na trgu Denfert-Rochereau.
Dio za posjetitelje predstavlja samo mali dio ogromnih podzemnih kamenoloma u Parizu.

## Povijest
Pred kraj 18. stoljeća, da bi se rasteretila prenatrpana pariška groblja, odlučeno je da se premjeste kosti iz zajedničkih grobnica u podzemne kamenolome. U to vrijeme, distrikt Les Halles (Lezal), u središtu grada, bio je izložen raznim zaraznim bolestima zbog kontaminacije nastale neodgovarajućim sahranjivanjem mrtvih u masovne grobnice u crkvenim dvorištima. Poseban problem predstavljalo je veliko Cimetière des Innocents, Groblje nevinih. Zato je bilo odlučeno da se kosti diskretno premjeste u napuštene podzemne hodnike. Ovaj posao obavljen je pod nadzorom M. Thiroux de Crosnea, policijskog pukovnika. Procjenjuje se da je tada gotovo 6 milijuna posmrtnih ostataka premješteno u veći broj kosturnica koje i danas postoje u Parizu. Među njima su, nesumnjivo, bili i posmrtni ostaci mnogih velikih imena Francuske revolucije.
Charles Axel Guillaumot bio je zadužen za prijenos kostiju, dok je njegov nasljednik, Louis-Étienne Héricart de Thury, 1810. sredio katakombe i dao im sadašnji izgled.
Zidovi katakombi prekriveni su grafitima koji vode porijeklo od 18. stoljeća do danas. Victor Hugo je iskoristio svoje znanje o sustavu tunela u romanu Jadnici. 1871. pripadnici Pariške komune ubili su grupu rojalista u jednoj odaji. Tijekom Drugog svjetskog rata, i pariški pripadnici pokreta otpora koristili su sustav tunela. U istom periodu, njemački vojnici uspostavili su podzemni bunker u katakombama ispod Lycee Montaigne, srednje škole koja se nalazi u 6. arondismanu. Ovaj bunker nije na turističkoj karti i i može se vidjeti samo tijekom „neovlaštenih posjeta“ (v. katafilija).
Podzemni tuneli i odaje dugo su predstavljali sigurnosni problem za gradnju u Parizu. Kamenolomi se katkad urušavaju, stvarajući rupu na površini i oštećujući zgrade. Da bi to preduhitrila, vlada je još 1777. osnovala IGC Inspection générale des Carrières (Opća inspekcija kamenoloma) koja ima za cilj promatranje stanja postojećih kamenoloma i sprječavanje kopanja novih. IGC je, međutim, iskopala tunele za promatranje da bi sebi omogućila bolji pristup kamenolomima, da bi sebi omogućila lakši nadzor, popravke i izrade karte učvršćenih kamenoloma.
Nadgledanje i radovi na učvršćivanju nastavili su se do današnjeg dana. Zbog velikog broja kamenoloma, podzemnih tunela, tunela koje koriste vlakovi i odvodnih kanala prokopanih ispod Pariza, a uzimajući u obzir mekoću spomenutog kamena, poduzima se dodatni oprez prilikom gradnje novih objekata ili kopanja novih tunela. (To, ipak, nije spriječilo pojavu problema prilikom kopanja metro linije 14).

## Katafilija
Početkom 1980-ih javlja se neka vrsta zanosa za neslužbenim obilaskom katakombi. To se osobito vidi u korištenju drugih puteva od onih koji su putokazima obilježeni za službene posjete, korištenjem otvora za kanalizaciju na javnim prometnicama za ulaz, podzemnih ulaza iz raznih podruma, podzemne mreže prometnica itd. Ovakvi ulasci su općim pravilom pristupa zabranjeni. Posjete nekadašnjim kamenolomima Pariza obavljaju oni koji sebe nazivaju katafilima: katafil je osoba koja posjeduje određeni stupanj znanja o podzemnim hodnicima, kao i o preostalim rijetkim ulazima koji nisu zazidani.
Posljednjih godina nastala je neka vrsta paralelnog svijeta, sa svojom mnogobrojnom zajednicom, svojim pravilima i svojim sukobima. Nekoliko primera:
- katafili puristi, zaljubljenici u kamenolome, u njihovu atmosferu i njihovu prošlost, nastoje zaštititi mjesto izbegavajući ga degradirati grafitima ili rušenjem zidova. Neki od njih dokazuju da imaju određena znanja iz područja klesanja kamena i zidarstva. Ponekad čak i uklanjaju grafite ostavljene posljednjih godina na tim mjestima;
- druge zajednice nastoje ostaviti svoj znak na ovaj ili onaj način (grafiti, vandalizam). Grupa Gotski pokret iskazuje veću želju za kršenjem zakona od drugih grupa iako zadovoljstvo ostaje ključni element katafilije.

U međuvremenu, športska brigada nacionalne policije patrolira katakombama da bi osigurala poštovanje zakona donesenog 2. studenog 1955., koji zabranjuje svakoj osobi koja nije prijavljena ovlašetnoj službi ili koja ne koristi obilježene podzemne hodnike kretanje podzemnim kamenolomima grada Pariza. Takvim prijestupnicima određuje se novčana kazna od 60 € i više.

## Vanjske poveznice
- (engl.) Catacombs of Paris Museum - Službene stranice Pariških katakombi
- (engl.) L'Empire de la Mort - Duhovi i povijest Pariških katakombi
- (engl.) "A tour of the dark world beneath the city of lights", Murray Battle